# Mesorhaga mexicana
Mesorhaga mexicana är en tvåvingeart som beskrevs av Daniel J. Bickel 2007. Mesorhaga mexicana ingår i släktet Mesorhaga och familjen styltflugor. Inga underarter finns listade i Catalogue of Life.